# Forum mondial de l'eau
 (mars 2022).
Si vous disposez d'ouvrages ou d'articles de référence ou si vous connaissez des sites web de qualité traitant du thème abordé ici, merci de compléter l'article en donnant les références utiles à sa vérifiabilité et en les liant à la section « Notes et références ».

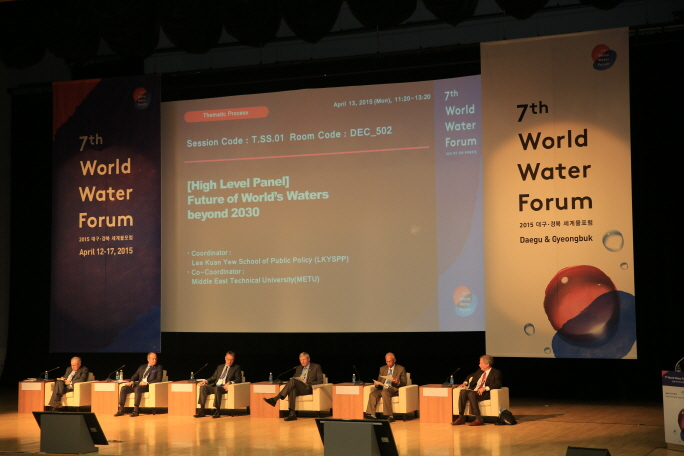
Une session du septième forum en Corée du Sud.

Le Forum mondial de l'eau est le principal événement international concernant les questions de l'eau, organisé tous les trois ans depuis 1997 par le Conseil mondial de l'eau, en partenariat avec le pays d'accueil. Il s'inscrit dans le processus de collaboration mondiale sur les problématiques liées à l'eau, en offrant aux politiques et aux décideurs concernés le seul espace international de débat et de contributions d'experts.
Le Forum mondial de l'eau sert quatre objectifs principaux :
- donner de l’importance à l’eau sur l’agenda politique ;
- débattre des solutions aux problèmes de l’eau du XXIe siècle ;
- formuler des propositions concrètes et les porter à l’attention du monde ;
- générer un fort engagement politique.

## Organisation

### Organisation générale
Le Forum mondial de l'eau est organisé tous les trois ans. Il a été créé par le  Conseil mondial de l'eau en 1997, organisme qui a lui-même été créé par des entreprises privées dont des multinationales. En 2022, l'Organisation des nations unies (ONU) en est un partenaire mais ne participe pas à son organisation.

### Marque et utilisation
Le Conseil mondial de l'eau détient la marque « Forum mondial de l'eau ». À ce titre, les pays qui hébergent ce forum paient des droits d'utilisation de cette marque.

## Contexte
Première cause de mortalité dans le monde, le manque d’accès à l’eau potable et à l’assainissement tue 8 millions d’êtres humains chaque année. L'atteinte à l'horizon 2015 des objectifs du millénaire pour le développement, qui encadrent la politique de développement humain des Nations unies, se jouera donc notamment sur la question de l'eau.

## Localisation
- Le Premier forum mondial de l'eau a eu lieu à Marrakech, au Maroc en mars 1997
- Le Deuxième forum mondial de l'eau a eu lieu à La Haye, aux Pays-Bas en mars 2000. Il réunit 5 700 participants dont 114 ministres et représentants de 130 pays et 500 journalistes.
- Le Troisième forum mondial de l'eau a eu lieu dans trois villes japonaises : Kyōto, Ōsaka et Shiga, du 16 au 23 mars 2003.
- Le Quatrième forum mondial de l'eau a eu lieu à Mexico, au Mexique, du 14 au 22 mars 2006. Il a réuni 12 000 participants, dont plus de 120 ministres chargés de l’hydraulique, autour du sujet "Des actions locales pour relever un défi global".
- Le Cinquième forum mondial de l'eau a eu lieu à Istanbul, en Turquie, du 16 au 22 mars 2009. Il a pour sujet "Bridging divides for Water", c'est-à-dire "établir des ponts entre les divisions pour l'eau".
- Le Sixième forum mondial de l'eau a eu lieu à Marseille[3], en France, du 12 au 17 mars 2012[4],[5]. Le thème de cette édition est "le temps des solutions"[6],[7].
- Le Septième forum mondial de l'eau a eu lieu à Daegu en Corée du Sud, du 12 au 17 avril 2015. Le thème est "l'Eau pour notre futur".
- Le Huitième forum mondial de l'eau a eu lieu à Brasilia, au Brésil, du 18 au 23 mars 2018. Le thème est le "partage".
- Le Neuvième forum mondial de l'eau a lieu à Dakar, au Sénégal, et s'ouvre le 21 mars 2022[1].

## Bilan des forums

### 4ème Forum mondial de l'eau
Principal sujet relayé médiatiquement, le Droit à l’accès à l’eau pour tous a été longuement débattu. Il ne signifie pas que l’eau doit être gratuite mais que les coûts engagés en matière d’approvisionnement en eau potable et d’assainissement doivent être portés par la communauté de manière solidaire. La Protection de l’eau à l’échelle des bassins hydrographiques, et avec la participation des populations, a été reconnu comme étant un territoire pertinent. Le Rôle des autorités publiques locales, comme responsables des services d’eau et d’assainissement, a été pour la première fois mis clairement en évidence. Lors de ce forum, il a été particulièrement mis l’accent sur l’équipement des écoles et les actions éducatives. Une telle mobilisation contribuera à l’émancipation des femmes et des jeunes filles dans les pays les plus pauvres.

### 5ème Forum mondial de l'eau
Six thèmes ont été abordés :
- Les changements globaux et la gestion des risques
- L'avancement du développement humain dans le cadre des objectifs du millénaire pour le développement
- La gestion et la protection des ressources
- La gouvernance
- Le financement
- L'éducation et la formation

Un consortium d’institutions s’est engagé dans le développement de chaque thème, dirigé par un coordinateur thématique, selon les lignes directrices préparées par le comité des programmes. Trois sessions par sous-thème ont été identifiées afin de permettre une interaction et un dialogue ouverts visant à combler les écarts entre acteurs et secteurs, entre différentes régions et niveaux de développement économique, entre hommes et femmes ainsi qu’entre présent et futur.

### 6ème Forum mondial de l'eau

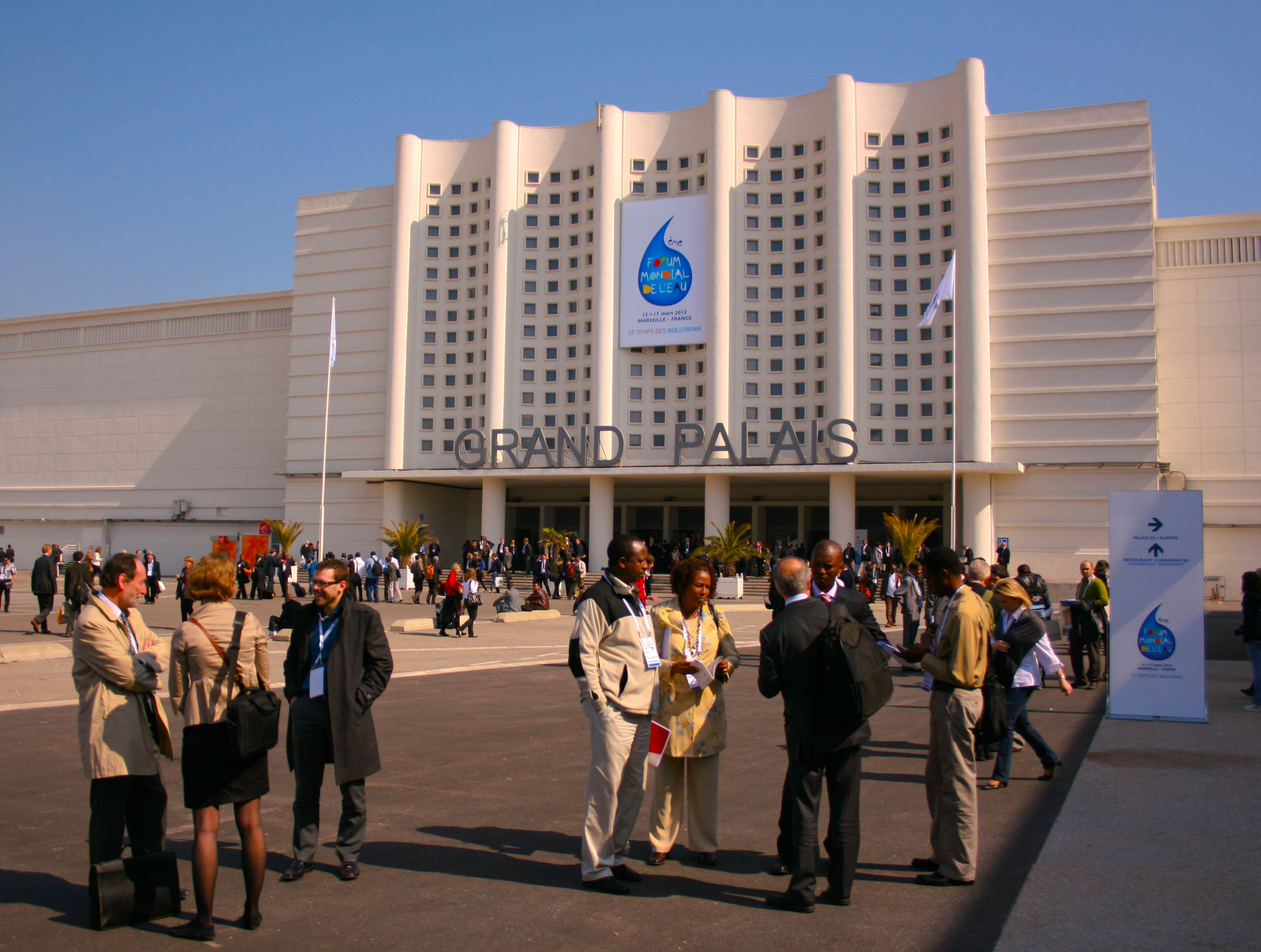
Le site du sixième forum à Marseille.

Le 6e Forum Mondial de l'Eau s'est déroulé du 12 au 17 mars 2012 à Marseille. Le Parlement européen y est représenté par Sophie Auconie.
Pour répondre aux enjeux de l’eau, les travaux du 6e forum s’articulent autour de douze priorités d’action et de trois conditions de succès déclinées en objectifs communs. Définis de manière collective, ces objectifs et leurs feuilles de route donnent un cadre d’action pour l’identification et la mise en place de solutions - le diagnostic étant fait — les défis identifiés restent à relever.

#### Douze priorités d’action pour l’eau
- Assurer le bien-être de tous
  - Garantir l’accès à l’eau pour tous et le Droit à l’Eau
  - Améliorer l’accès à l’assainissement intégré pour tous
  - Améliorer l’hygiène et la santé grâce à l’eau et à l’assainissement
  - Prévenir et répondre aux risques et aux crises liés à l’eau
  - Contribuer à la coopération et à la paix grâce à l’eau
- Contribuer au développement économique
  - Équilibrer les différents usages de l’eau par la gestion intégrée:
  - Contribuer à la sécurité alimentaire par un usage optimal de l’eau
  - Harmoniser l’eau et l’énergie
  - Promouvoir la croissance verte et valoriser les écosystèmes
- Maintenir la planète bleue
  - Améliorer la qualité des ressources hydriques et des écosystèmes
  - Ajuster les pressions et les empreintes des activités humaines sur l’eau
  - Faire face aux changements climatiques et globaux dans un monde qui s’urbanise

#### Trois conditions de succès
- Bonne gouvernance
- Financer l’eau pour tous
- Créer des conditions favorables

#### Les innovations de la6eéditionmarseillaise
- Une Plateforme de Solutions[9], qui perdurera au-delà de 2012 ;
- Le Village des Solutions pour faire connaître et partager avec le monde les solutions existantes ou innovantes.
- Une nouvelle commission, « Racines & Citoyenneté », pour impliquer et mobiliser la société civile. Celle-ci est présidée par Martine Vassal, adjointe au Maire de Marseille.
- Le renforcement du processus politique, notamment par le biais de contributions et d’engagements des parlementaires et des autorités locales et régionales du monde entier.
- Des débats sur les grands sujets d’actualité.

### 9ème Forum mondial de l'eau
Cette édition du forum a lieu à Dakar en mars 2022 ; c'est la première fois qu'une édition du forum se tient en Afrique subsaharienne. En 2022, le Forum mondial de l'eau est considéré comme la réunion mondiale majeure concernant la ressource eau.

## Critiques et contestation
Le 6e Forum Mondial de l'Eau est contesté par certains mouvements alternatifs et anticapitalistes. Il est accusé de connivences avec les grandes multinationales (notamment Veolia et GDF-Suez) de l'eau à travers le Conseil mondial de l'eau et son président, Loic Fauchon, président du Groupe des Eaux de Marseille. Ces mouvements considèrent que le Forum ne sert pas les objectifs du millénaire pour le développement et militent pour la gestion publique des ressources et la mise en place d’une tarification progressive de l’eau potable domestique.
Dans ce cadre, il est régulièrement organisé le Forum alternatif mondial de l'eau (ou FAME), qui se tient en même temps que le Forum mondial de l'eau. En 2012, le FAME se tient à Marseille, en France, au même moment que le Forum mondial de l'eau.